# Jacob Muschong
Jacob sau Iacob Muschong (n. 1868, Chichinda Mare, Regatul Ungariei – d. 13 decembrie 1923, Lugoj, România) a fost un industriaș bănățean care a făcut avere producând cărămidă.

## Biografie

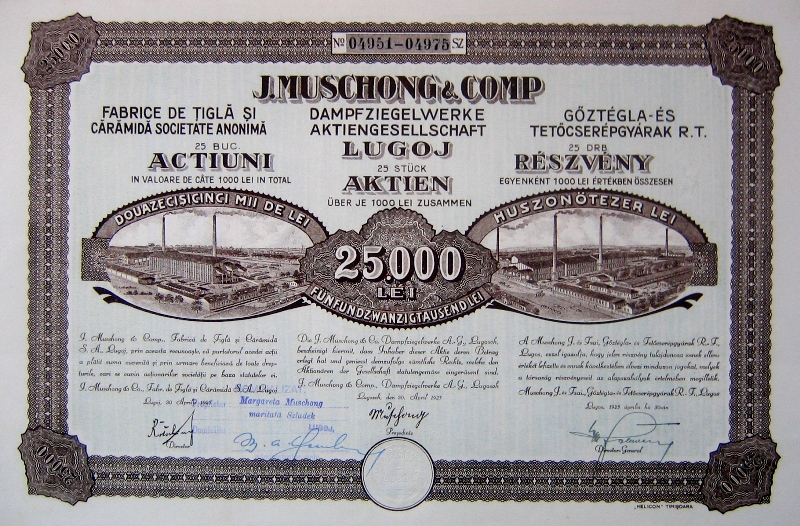
Acţiune în valoare de 25.000 lei la Fabrica de Ţiglă şi Cărămidă "J.Muschong & Comp" (1923)

S-a născut la Kikinda (sau Chichinda), o localitate din Banatul Sârbesc, dintr-o familie cu tradiție în producția de cărămidă. Bunicii și străbunicii lui Muschong făceau cărămidă manual, în ateliere la marginea Lugojului. La vârsta de 20 de ani, se căsătorește cu Margareta Bohn, fata unui renumit industriaș german, specializat în producerea de țigle și cărămizi, care a construit fabrica de cărămizi de la Jimbolia, de la Cărpiniș și avea mai multe fabrici în Europa. La 20 de ani, Muschong și soția sa înființează firma "M. Bohn & Comp." care construiește la 1888 o fabrică de cărămizi la Lugoj. După câțiva ani construiește aici o noua fabrică iar mai apoi cumpără și fabricile concurenților săi. În 1908 firma își schimbă numele în "J.Muschong & Comp."  Cărămida și țigla produse de Muschong erau de mare calitate și erau vândute în tot Imperiul Austro-Ungar, iar mai apoi și în România Mare. Muschong a construit mai multe fabrici în Banat dar și una la marginea Budapestei. Numele său s-a legat și de soarta Băilor Buziaș, pe care le-a cumpărat în 1906 și unde a amenajat stațiunea cu același nume. Stațiunea a fost în proprietatea familiei până la naționalizare în 1948.
După Marea Unire de la 1918 autoritățile române au început anchetarea lui Jacob Muschong, considerând că se opune dezvoltării capitalului românesc. Este ținta unei ample campanii de presă. Au urmat controale ale autorităților financiare care au descoperit presupuse nereguli contabile în declarațiile de venit, considerând sumele investite de Muschong ca profit și obligându-l să plătească impozit pe ele. La scurt timp, Muschong se stinge din viață în urma unui infarct, pe 13 decembrie 1923, la reședința sa din Lugoj.